# Аксиальный двигатель внутреннего сгорания

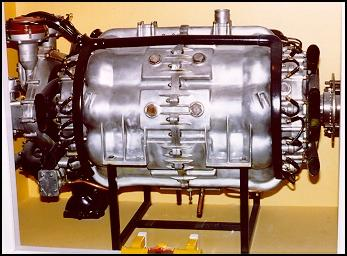
Аксиальный двигатель Almen A-4

Аксиальный двигатель внутреннего сгорания — тип двигателя с возвратно-поступательным движением поршней, в котором вместо обычного коленчатого вала используется шайбовый механизм. Поршни поочерёдно давят на наклонную шайбу, принуждая её вращаться вокруг своего центра. Шайба сцеплена с выходным валом, передаёт ему вращательный момент. В некоторых конструкциях вместо шайбового механизма устанавливается кулачковый механизм.
Ключевое преимущество аксиальных двигателей с шайбовым механизмом состоит в том, что поршни расположены параллельно друг другу по краю шайбы. Это даёт возможность расположить выходной вал параллельно поршням, а не под 90 градусов, как у обычных двигателей с коленчатым валом. В результате двигатель получается очень компактным.
Расположение поршней и принцип действия шайбового механизма позволяет регулировать степень сжатия путём изменения угла наклона шайбы.

## История

Анимированное изображение шайбового механизма

В 1911 году компания Macomber Rotary Engine Company из Лос-Анджелеса выпустила на рынок один из первых аксиальных двигателей внутреннего сгорания. Это был семицилиндровый двигатель с изменяемой степенью сжатия путём изменения угла наклона шайбы, и регулирования таким образом хода поршней.

## Применение
Наиболее хорошо известно применение аксиальных двигателей в торпедах, для которых желательна цилиндрическая форма двигателя с маленькой площадью миделевого сечения, а также нет проблем с его охлаждением. Например, современные торпеды Mark-48 оборудованы аксиальным двигателем мощностью 500 лошадиных сил. Только надо учесть, что на дальноходных торпедах стоят аксиально-поршневые двигатели внешнего сгорания на перекиси водорода, так называемые двигатели Вальтера. Такие двигатели идеально подходят для привода в движение подводных объектов, ибо не требуют кислорода извне, а получают окислитель при химических реакциях в своих технологических системах. 
В 1992 году двигатель подобной схемы был предложен для проекта российского суперкара «Экстремист», выходной мощностью 350 л.с. В 2000-х годах несколько компаний продолжают разработки аксиальных двигателей: Dyna-Cam, Fairdiesel, Duke Engines.